# Zapotillo
Zapotillo è un comune (corregimiento) della Repubblica di Panama situato nel distretto di Las Palmas, provincia di Veraguas. Si estende su una superficie di 196,6 km² e conta una popolazione di 1.067 abitanti (censimento 2010).